# Pamela Lajoie (chanteuse)
 (janvier 2022).
Si vous disposez d'ouvrages ou d'articles de référence ou si vous connaissez des sites web de qualité traitant du thème abordé ici, merci de compléter l'article en donnant les références utiles à sa vérifiabilité et en les liant à la section « Notes et références ».
Pour les articles homonymes, voir Pamela Lajoie.
Pamela Lajoie, simplement dite Pamela, est une chanteuse québécoise, née le 25 août 1992.

## Biographie
Pamela Lajoie naît le 25 août 1992 à Saint-Eustache et grandit à Pointe-Calumet. Troisième de quatre enfants et seule fille. Sa mère s’amuse à dire que «sa voix vient des cris qu’elle infligeait à ses frères pour affirmer son caractère».
C’est sa mère qui, lorsque Pamela a 9 ans, l’entend par hasard chanter et se trouve surprise de la justesse et de la portée de sa voix. Elle décide donc d’inscrire Pamela à différents cours de chants, de danse et de comédie. On peut déceler chez elle un côté plus réservé mais il s’attenut peu à peu avec l’expérience et graduellement elle prend confiance en ses capacités. Tous sont d’accord pour dire qu’elle peut conquérir un public et transmettre les émotions qu’elle ressent.
La passion pour la scène s'accentue au cours des années suivantes et c’est par l’entremise de son ancien gérant, que la voix de Pamela vient à l’oreille de Germain Gauthier, un prolifique auteur-compositeur québécois ayant travaillé avec Luc Plamondon, Diane Dufresne, Nicole Martin, Joe Bocan et plusieurs autres. En 2005, il présente Pamela à son cousin Pierre Gauthier, qui préside une compagnie de disque indépendante. Ensemble, commencèrent à enregistrer le premier album de la jeune chanteuse. Pour Pamela, le choix fut naturel lorsqu’ils eurent à choisir une direction musicale, le rock étant le style où elle se sentait vivre, ainsi que celui qui lui permettrait de vraiment s’amuser. Pamela enregistra son premier album 120 milles à l’heure en 2007 avec nul autre que Sonny Black (k-Maro, Eve, Corneille) et Johnny Williams (Lorie). Ils ont créé ensemble un album à l’image de Pamela, jeune, rock et avec une touche rebelle.
À l’été 2007, son premier single Animale est entré sur les ondes de CKOI. L’extrait a atteint une forte rotation généralisée sur un grand nombre de radios. Elle décide de sortir 120 milles à l'heure comme deuxième single officiel. Ses deux vidéoclips sont auprès de MusiquePlus une grande réussite avec plusieurs palmarès et une demande dans le top 5 Franco. Pamela a déjà foulé les planches des Francofolies sur la scène de la relève Ford ainsi que celles du Club Soda en première partie de Duke Squad. Après deux succès sur les ondes radiophoniques et sur MusiquePlus, aucun autre extrait de l'album n'est publié.
Elle fait maintenant de la musique avec son mari dans le duo Kingdom Street depuis 2016.

## Discographie
- 2007: 120 milles à l'heure
- 2012: Gauche Droite
- 2013: Living For Today